# NGC 4620
NGC 4620 هي مجرة محدبة تبعد حوالي 65 مليون سنة ضوئية تقع في كوكبة العذراء. اكتشفه عالم الفلك جون هيرشل في 29 مارس 1830. وهو عضو في مجموعة العذراء.

## وصلات خارجية
- NGC 4620 على موقع ويكي سكاي: DSS2, SDSS, GALEX, IRAS, Hydrogen α, X-Ray, Astrophoto, Sky Map, Articles and images